# Feltia tricosa
Feltia tricosa là một loài bướm đêm thuộc họ Noctuidae. Nó được tìm thấy ở miền trung Bắc Mỹ, phía bắc đến Quebec, Ontario và Manitoba.
Sải cánh dài khoảng 35 mm. Con trưởng thành bay từ tháng 7 đến tháng 9 in the north.
Ấu trùng có thể ăn a wide variety of plants.